# Traité de Détroit (1807)
Pour les articles homonymes, voir Traité de Détroit.

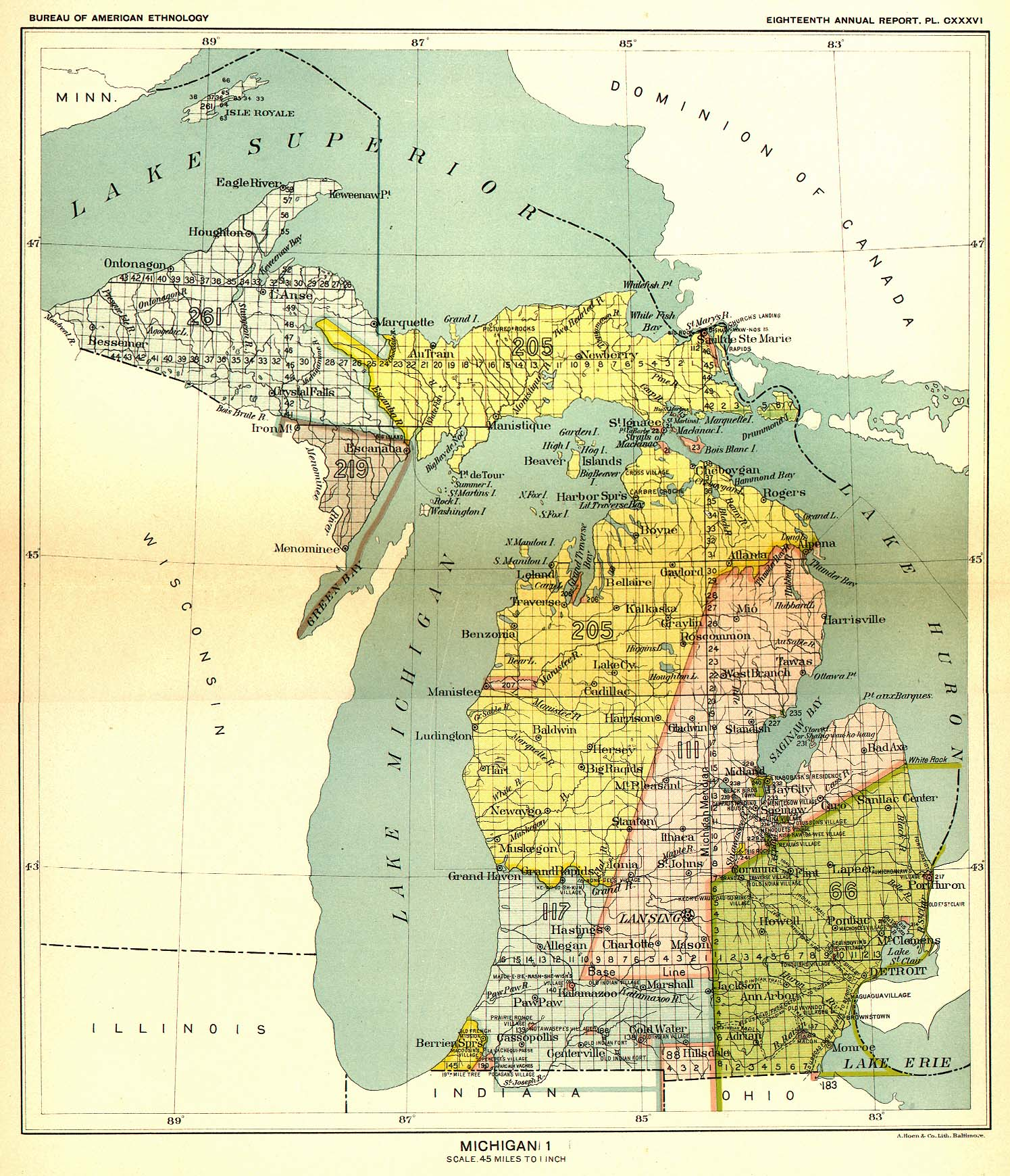
Le traité de Détroit de 1807 cède la zone de couleur olive le sud-est du Michigan.

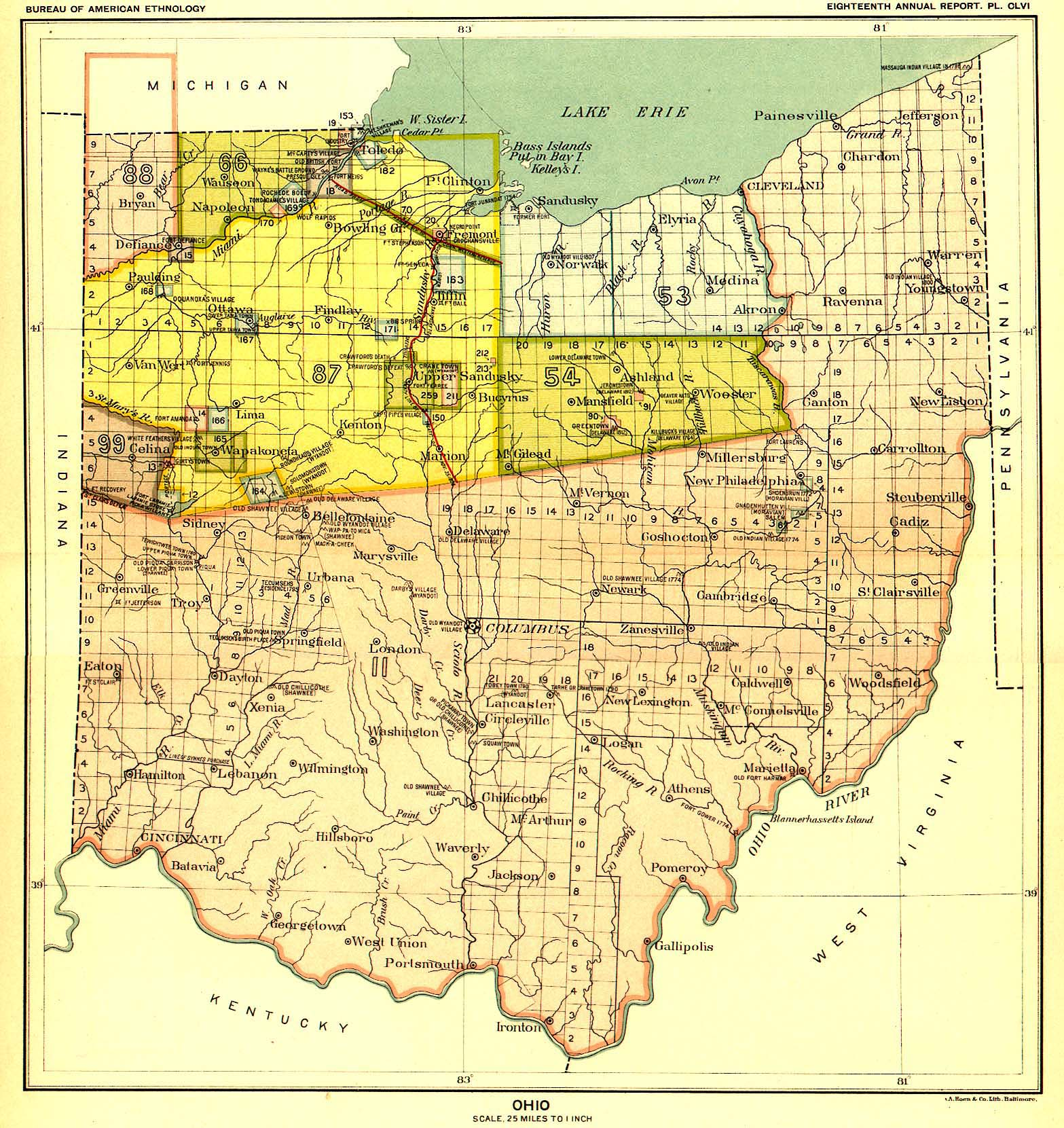
Le traité cédé la zone jaune foncé au nord de la rivière Maumee dans le nord-ouest de l'Ohio.

Le traité de Détroit est un traité signé le 17 novembre 1807 à Détroit dans le Michigan entre les États-Unis et les Amérindiens Outaouais, Ojibwés, Hurons-Wendat et Potéouatamis.

## Négociations
Le 17 novembre 1807, William Hull, gouverneur du territoire du Michigan et surintendant des affaires indiennes, seul représentant des États-Unis, signe le traité avec les représentants des Outaouais, Ojibwés, Hurons-Wendat et Potéouatamis.
Avec ce traité les Premières Nations cèdent une grande partie des terres du sud-est du Michigan et du nord-ouest de l'Ohio.
Un parallèle est fixé au centre du Michigan. La limite du traité s'étendait vers le nord-est de White Rock au lac Huron, et vers l'est jusqu'à la frontière internationale avec le Haut-Canada, et vers la rivière Sainte-Claire, le lac St. Clair et la rivière Détroit, et vers le lac Érié jusqu'à l'embouchure de la rivière Maumee.

## Signataires
- George McDougall, juge ;
- C. Rush, général ;
- Jacob Visger, juge ;
- Jos. Watson, secrétaire du Michigan ;
- Abijah Hull, secrétaire du Michigan ;
- Harris H. Hickman, avocat ;
- Abraham Fuller Hull, secrétaire de commission.